# سايمور باركر غيلبرت
سايمور باركر غيلبرت (بالإنجليزية: Seymour Parker Gilbert)‏ هو دبلوماسي ومحامي أمريكي، ولد في 13 أكتوبر 1892 في Bloomfield, New Jersey ‏ في الولايات المتحدة، وتوفي في 23 فبراير 1938 في نيويورك في الولايات المتحدة.